# Arnellia fennica
Arnellia es un género de musgos hepáticas de la familia Arnelliaceae. Su única especie: Arnellia fennica, es originaria de Rusia.

## Taxonomía
Arnellia fennica fue descrita por  (Gottsche & Rabenh.) Lindb. y publicado en Kongliga Svenska Vetenskaps Academiens Handlingar, n.s. 23(5): 35. 1889.
Sinonimia
- Jungermannia fennica Gottsche & Rabenh.[3]